# 梯實圓
梯 實圓（かけはし じつえん、1927年10月3日 -2014年5月7日 ）は、日本の仏教学者。浄土真宗本願寺派勧学、行信教校名誉校長、浄土真宗教学研究所元所長、本願寺派宗学院講師、大阪教区阿倍野組廣臺寺前住職。

## 略歴
- 1927年10月3日 - 兵庫県飾磨郡夢前町前之庄（現、姫路市）に生まれる。
- 1966年3月 - 本願寺派宗学院卒業。

## 著作
- 一念多念文意講讃（永田文昌堂）
- 顕浄土方便化身土文類講讃（永田文昌堂、2010/4）
- 教行信証の宗教構造　真宗教義体系（永田文昌堂）
- 玄義分抄講述 ― 幸西大徳の浄土教（永田文昌堂、1995/3）
- 法然教学の研究（永田文昌堂、1996/9）
- 浄土教学の諸問題 〈上・下巻〉（永田文昌堂、1998/8）
- 白道をゆく　善導大師の生涯と信仰（永田文昌堂、1978/10）
- 聖典セミナー教行信証 教行の巻（本願寺出版社、2005/3）
- 聖典セミナー教行信証 信の巻（本願寺出版社、2008/5）
- 聖典セミナー浄土三部経 2 観無量寿経（本願寺出版社、2003/10）
- 聖典セミナー歎異抄（本願寺出版社、1994/4）
- 真俗二諦（本願寺出版社）
- 歎異抄　現代語訳付き（本願寺出版社）
- 本願のこころ　『尊号真像銘文』を読む（法蔵館）
- 妙好人のことば（法蔵館、1989/11）
- 精読・仏教の言葉　親鸞（大法輪閣、1999/7）
- 親鸞聖人の信心と念仏（自照社出版、2007/8）
- 「歎異抄」のあじわい―第一条、第二条、第四条より（芦屋仏教会館編纂、自照社出版、2007/7）
- 蓮如　その生涯の軌跡（百華苑、2002/10）
- 法話集蓮如上人とともに（本願寺出版社、1998/4）
- 蓮如上人 ― その教えと生涯に学ぶ （本願寺出版社、1996/11）
- お念仏はひとつご信心もひとつ（自照社出版、2006/12）
- 仏の願いに遇う―真実の行と親鸞聖人の教え（自照社出版、2003/12）
- 今をよろこべる心（自照社出版、2001/10）
- 光をかかげて−蓮如上人とその教え−（本願寺出版社、1996/11）
- 花と詩と念仏（永田文昌堂、1996/7）
- 生死を包むもの（百華苑、1995/10）
- 親鸞聖人の教え・問答集（大法輪閣、2010/12）
- 浄土三部経のこころ（芦屋仏教会館編纂、自照社出版、2010/7）
- 正信偈のこころ（芦屋仏教会館編纂、自照社出版、2009/7）
- 聖典セミナー 口伝鈔（本願寺出版、2010/11）

### 共著
- 親鸞聖人と承元の法難（共著、自照社出版、2008/6）
- 正信偈のこころ（共著、自照社出版）
- お念仏のこころ（共著、自照社出版）
- ご本願のすくい（共著、自照社出版）
- 如来のよび声に気づく（天岸浄圓との共著、自照社出版、2008/12）
- 「ただ念仏」に聞く（共著、自照社出版、2007/10）
- 親鸞聖人のご信心をおもう　恵信尼さまのお手紙より（共著、自照社出版）
- 仏・法・僧をうやまって生きる（共著、自照社出版）
- 念仏と流罪　承元の法難と親鸞聖人（霊山勝海、平松令三との共著、本願寺出版社、2008/12）
- 生かされて生きるいのち-親鸞聖人と他力の教え－（久堀弘義との共著、自照社出版）
- ゆたかな老いと死（日野原重明、信楽峻麿、早川一光との共著/同朋舎、1989/9）
- 浄土を願って生きる―発願回向のこころと人生の指針（浅井成海との共著、自照社出版、2009/11）
- 三宝を敬う 聖徳太子の仏教精神に学ぶ （中西智海,瓜生津隆真との共著、自照社出版、2011/6）

### 論文
- CiNii>梯實圓
- INBUDS>梯實圓

### 講演集

#### CD
- 浄土真宗法話 聖典法話 正信偈講話 源空章八句 2枚（すねいる）
- 私の浄土真宗 歎異抄に探る 遇法のよろこび 第九条（すねいる）
- 私の浄土真宗 歎異抄に探る 信のよろこび 第八条、第十条（すねいる）
- 佛説観無量寿経に遇う CD24枚（すねいる）
- 浄土真宗法話 教行証文類講讃～親鸞聖人『教行信証』について（市原栄光堂）
- 仏教法話CD 他力のこころ（市原栄光堂）

#### DVD
- 仏教法話DVD 梯實圓師 正信偈のこころ／大無量寿経のこころ（DVD2枚組）（市原栄光堂）